# Goniothalamus parallelivenius
Goniothalamus parallelivenius este o specie de plante din genul Goniothalamus, familia Annonaceae, descrisă de Henry Nicholas Ridley. Conform Catalogue of Life specia Goniothalamus parallelivenius nu are subspecii cunoscute.